# Isabel Estrada Carvalhais

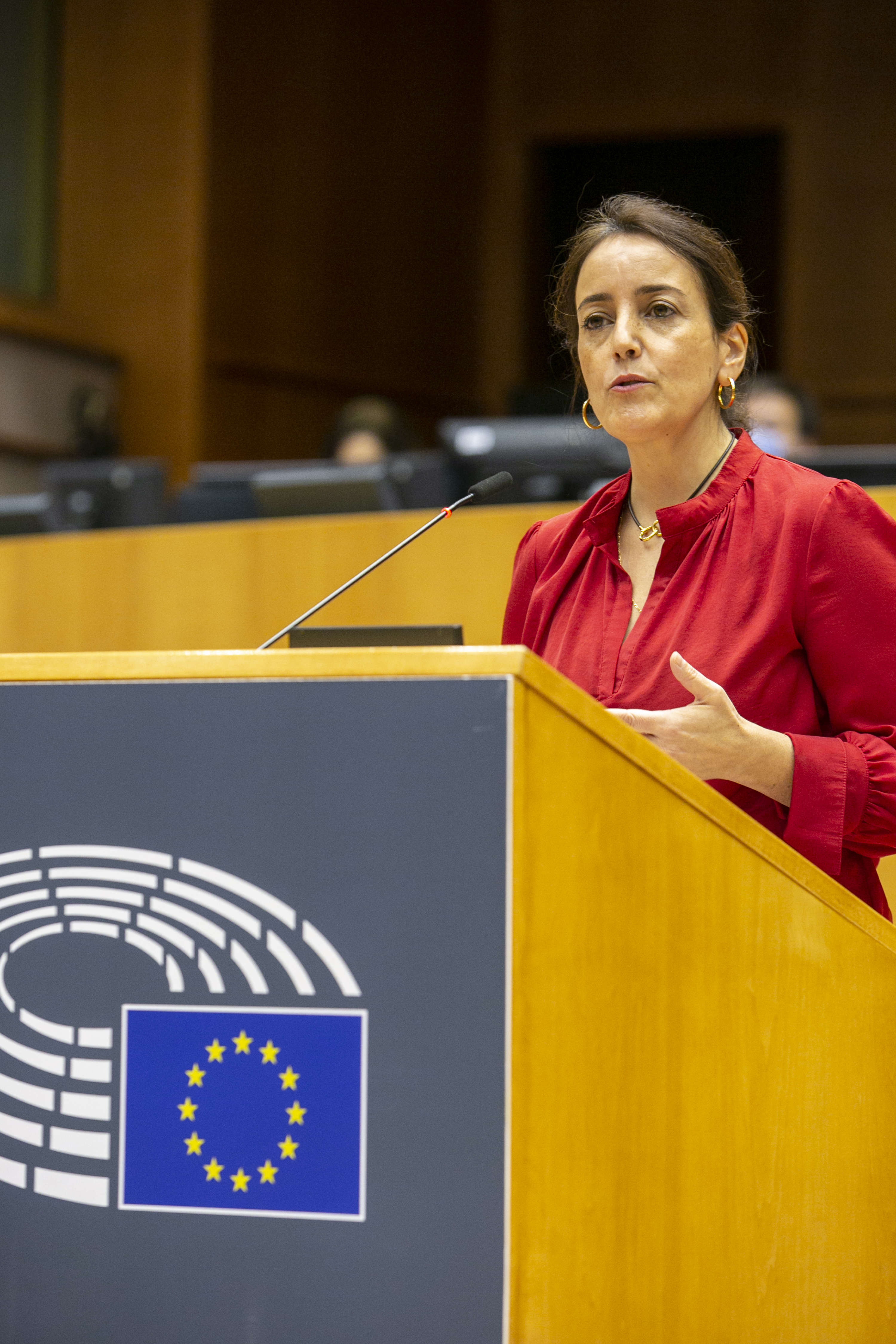
Isabel Estrada Carvalhais, 2021

Isabel Estrada Carvalhais (* 28. Februar 1973 in Negage, Portugiesisch-Angola) ist eine portugiesische Politikwissenschaftlerin und Politikerin. Carvalhais ist seit September 2019 Mitglied des Europaparlaments, in das sie als Unabhängige auf der Liste der Partido Socialista für den verstorbenen André Bradford nachrückte.

## Leben

### Ausbildung und wissenschaftliche Karriere
Isabel Estrada Carvalhais wurde am 28. Februar 1973 in Negage, im Norden der damaligen portugiesischen Kolonie Angola geboren. Im Zuge der Unabhängigkeit zog ihre Familie in den Norden Portugals. Nach ihrer Schulausbildung studierte Carvalhais Soziologie an der Universität Coimbra, das Studium schloss sie mit einem Master ab. Dem schloss sie von 1991 bis 1995 einen Bachelor in Internationalen Beziehungen an der Universität Minho an. Ab 1997 war sie als wissenschaftliche Mitarbeiterin an der Universität Minho tätig.
Von 2000 bis 2003 promovierte sie in Soziologie an der Universität Warwick, kehrte anschließend wieder nach Portugal zurück. Ab 2010 leitete sie das Forschungszentrum für Politikwissenschaften und Internationalen Beziehungen (Núcleo de Investigação em Ciência Política e Relações Intenacionais) der Universität Minho. Ab 2012 leitete sie den BA-Studiengang Politikwissenschaften, ab 2018 hatte sie eine Professur für Politikwissenschaft und Internationale Beziehungen an derselben Universität.

### Politik
Für die Europawahl 2019 nominierte die portugiesische sozialistische Partei (PS) Carvalhais für den zehnten Listenplatz. Bei der Wahl gewannen die Sozialisten mit 33,4 Prozent 9 der 21 portugiesischen Mandate, sodass Carvalhais den direkten Einzug verpasste.
Kurz nach der Konstituierung des Parlaments am 2. Juli 2019 verstarb der portugiesische Abgeordnete André Bradford am 18. Juli 2019. Carvalhais rückte daraufhin für ihn nach der Sommerpause des Parlaments am 3. September 2019 nach, sie trat ebenfalls der S&D-Fraktion bei. Carvalhais übernahm auch seinen Sitz im Ausschuss für Landwirtschaft und ländliche Entwicklung, sowie seine stellvertretenden Mitgliedschaften im Ausschuss für regionale Entwicklung und im Fischereiausschuss.

### Privat
Sie ist verheiratet und hat ein Kind.